# Fajin
Fajin (chinesisch 發勁 / 发劲, Pinyin fājìn, Jyutping faat3 ging6 – „Jin-Kraft freisetzen“) bezeichnet in den chinesischen Kampfkünsten ein Konzept, bei dem Bewegungsenergie mittels einer Angriffstechnik plötzlich auf den Gegner übertragen werden soll.

## Taijiquan
Im Chen-Stil des Taijiquan gehören Fajin-Übungen zur Standardausbildung. In anderen Taijiquan-Stilen, von denen viele auf dem Chen-Stil basieren, ist diese Technik eine Seltenheit oder gar nicht vorhanden, da diese oft als Vereinfachung entwickelt wurden.